# Victor Martinez
Victor Martinez (Llança, 31 mei 2002) is een Belgisch turner.

## Levensloop
Op de Europese kampioenschappen van 2023 in het Turkse Antalya behaalde hij met het Belgisch team (voorts bestaande uit Luka Van den Keybus, Noah Kuavita, Takumi Onoshima en Maxime Gentges) een achtste plaats in het teamklassement. Ze behaalden een totaalscore van 243.128 punten.

## Palmares
| Jaar | Wedstrijd | All around | All around | Onderdeel | Onderdeel | Onderdeel | Onderdeel | Onderdeel | Onderdeel |
| Jaar | Wedstrijd | Indiv.     | Team       |           |           |           |           |           |           |
| ---- | --------- | ---------- | ---------- | --------- | --------- | --------- | --------- | --------- | --------- |
| 2023 | EK        | 12e        | 8e         |           |           |           |           |           |           |